# Elle & Vire
 (février 2017).
Elle & Vire est une marque commerciale de produits laitiers transformés industriels appartenant au groupe agroalimentaire français Savencia Fromage & Dairy. La filiale normande de ce groupe, la « Société Coopérative Agricole Elle et Vire », basée à Condé-sur-Vire dans la Manche, achète et collecte du lait auprès des éleveurs bovins pour ses usines Cœur de Lion et Elle-et-Vire.
La marque doit son nom à l'Elle (rivière, affluent de la Vire) et au fleuve Vire.

## Historique
Le groupe a été créé par Auguste Grandin le 27 décembre 1945 avec la constitution de la « Société coopérative agricole beurrière des vallées d'Elle & Vire». L'usine de Condé-sur-Vire est inaugurée le 19 novembre 1950. La société regroupe alors 4 000 petits producteurs.
La coopérative Elle & Vire met sur le marché de nombreux produits, tels que le lait pasteurisé, le lait UHT depuis 1968, la crème liquide depuis 1975, la crème dessert UHT depuis 1986 et le beurre tartinable depuis 1992. 
Fondue dans l'Union laitière normande (ULN), la coopérative devient un groupe indépendant après la chute du groupe laitier régional. Jean-Marie Barré en prend alors la direction, et Patrick Lepelleux, directeur des usines de la CLE, lui succède en 2007.
La coopérative Elle & Vire cède sa marque Elle & Vire à la société ELVIR, filiale de l'ULN, dont les produits transformés, beurres, laits, crèmes dessert, crèmes fraiches, sont commercialisés sous la marque Elle & Vire.
Depuis les années 1990, la coopérative se diversifie en créant une filiale Val-de-Vire, spécialisée dans :
- l'agrofourniture (distributeur auprès des agri-producteurs de la coopérative d'aliments du bétail, produits phytosanitaires, engrais, semences…)[2],
- la transformation de la pomme en jus de pommes et cidres (département boissons, avec les marques Mont-Saint-Michel, Dan Armor, cidrerie Dujardin, et Écusson, repris par Agrial) et en bio-ingrédients[3].

## Implantations
- Vire
- Condé-sur-Vire